# Comissão de Assessoramento Europeu
A Comissão de Assessoramento Europeu (CAE; European Advisory Commission (EAC)) ou Comissão Consultiva Europeia foi acordada na Conferência de Moscou em 30 de outubro de 1943 entre os ministros das Relações Exteriores do Reino Unido, Anthony Eden, dos Estados Unidos, Cordell Hull, e da União Soviética, Vyacheslav Molotov, e confirmada na Conferência de Teerã em novembro. Em antecipação à derrota da Alemanha nazista e seus aliados, essa comissão deveria estudar os problemas políticos do pós-guerra na Europa e fazer recomendações aos três governos, incluindo a rendição dos estados inimigos europeus e a máquina de seu cumprimento. Depois que a EAC concluiu sua tarefa, ela foi dissolvida na Conferência de Potsdam em agosto de 1945.

## 1944
A EAC tinha sede em Londres, em Lancaster House, e começou seu trabalho em 14 de janeiro de 1944. William Strang era o delegado britânico, enquanto nos lados americano e soviético os respectivos embaixadores eram os delegados John G. Winant e Fedor Tarasovich Gusev. O conselheiro militar americano era Cornelius Wendell Wickersham. George F. Kennan foi membro da delegação americana em 1944.
Na Conferência de Teerã, foi decidido entregar uma grande parte do território alemão à Polônia com a linha Oder-Neisse como fronteira oriental da Alemanha do pós-guerra, e a discussão sobre uma possível partição da Alemanha foi iniciada por Roosevelt. Com base nessas premissas, a EAC elaborou as seguintes recomendações durante 1944:
- Divisão da Alemanha em três zonas ocupadas, cada uma controlada por um poder.
- Criação do Conselho de Controle Aliado (sigla em inglês, ACC)
- O ACC só poderia agir em consenso.
- Divisão de Berlim em três setores.
- Separação da Áustria, que também sofreria uma ocupação tripartida, e Viena, ocupada por três potências.
- Estabelecimento de uma Comissão Aliada para a Áustria.
- Rascunho de instruções para a " rendição incondicional da Alemanha"
- Propostas de maquinário de controle para administração.
- Estabelecimento de uma Comissão Aliada para a Itália.[1]

## 1945
O trabalho da EAC foi discutido na Conferência de Yalta em 1945, onde uma modificação importante foi aprovada quando a França recebeu um assento no ACC e uma futura zona de ocupação na Alemanha foi esculpida em território atribuído à Grã-Bretanha e aos Estados Unidos. Além disso, a França recebeu uma futura zona de ocupação no oeste da Áustria.
Em 5 de junho de 1945, a Comissão Consultiva Europeia assumiu por um breve período o controle total da Alemanha. Os membros incluíam o general Dwight Eisenhower para os EUA, o marechal de campo Sir Bernard Montgomery para a Grã-Bretanha e o marechal Gueorgui Júkov para a União Soviética. A comissão delimitou o território alemão ao seu território de 31 de dezembro de 1937, menos o território entregue à Polônia e à União Soviética, dividiu a Alemanha em quatro zonas de ocupaçãosob administração militar americana, britânica, francesa e soviética e dividiu Berlim separadamente em quatro setores. A Comissão deixou de existir após a Conferência de Potsdam, e o ACC era nominalmente a maior potência na Alemanha, enquanto na realidade, cada zona ocupada era governada pela respectiva potência ocupante.

## Consequências
As recomendações da EAC moldaram o desenvolvimento da Europa do pós-guerra. Embora não fosse de forma alguma óbvio na Conferência de Potsdam que a Alemanha seria dividida em dois estados, as recomendações da EAC permitiam a cada potência ocupante o controle total sobre sua zona ocupada e privavam o ACC de uma influência dominante. A subsequente Guerra Fria, portanto, refletiu-se na divisão da Alemanha, já que cada força de ocupação poderia desenvolver sua zona por conta própria.
O EAC não foi específico sobre a duração e os termos de ocupação e as diferentes zonas sofreram experiências de ocupação diferentes.
Legalmente, a EAC deixou de funcionar após o estabelecimento do Conselho de Ministros das Relações Exteriores na Conferência de Potsdam.